# Neosilurus
Neosilurus – rodzaj ryb sumokształtnych z rodziny plotosowatych (Plotosidae).

## Klasyfikacja
Gatunki zaliczane do tego rodzaju:
- Neosilurus ater
- Neosilurus brevidorsalis
- Neosilurus coatesi
- Neosilurus equinus
- Neosilurus gjellerupi
- Neosilurus gloveri
- Neosilurus hyrtlii
- Neosilurus idenburgi
- Neosilurus mollespiculum
- Neosilurus novaeguineae
- Neosilurus pseudospinosus

Gatunkiem typowym jest Neosilurus hyrtlii.